# Juillet 1835

## Événements
- 4 juillet : nouvelle expulsion des jésuites d'Espagne.
- 8 juillet : le maréchal Clauzel est nommé gouverneur général des possessions françaises du nord de l’Afrique en remplacement du général Drouet d’Erlon.
- 9 juillet : loi sur les chemins de fer en France.
- 12 juillet, France : évasions à la prison Sainte-Pélagie.
- 15 juillet : bataille de Mendigorría pendant la première guerre carliste.
- 18 juillet : la Bibliographie de la France enregistre Une vie de femme liée aux événements de l'époque, roman en deux volumes d'Anne-Louise-Madeleine de Gobineau, née de Gercy, mère d'Arthur.
- 25 juillet - 22 août : voyage de Victor Hugo avec Juliette Drouet : Montereau, Bray-sur-Seine, Provins, Coulommiers, Château-Thierry, Oulchy, Soissons, Coucy, Laon, La Fère, Saint-Quentin, Péronne, Lamotte-en-Santerre, Amiens, Abbeville, Eu, Le Tréport, Dieppe, Saint-Valery-en-Caux, Fécamp, Étretat, Montivilliers, Le Havre, Bolbec, Lillebonne, Tancarville, Caudebec[Lequel ?], Jumièges, Duclair, Rouen, Les Andelys, La Roche-Guyon, Mantes, Pontoise, Pierrefonds, Villers-Cotterêts.
- 28 juillet : attentat de Fieschi. À la hauteur du no 50 boulevard du Temple, une « machine infernale » tue 11 personnes (ou 18), dont le maréchal Mortier. Le roi et ses trois fils sont miraculeusement indemnes[1].

## Naissances
- 10 juillet : Henryk Wieniawski, compositeur polonais († 31 mars 1880).